# 陶昌院

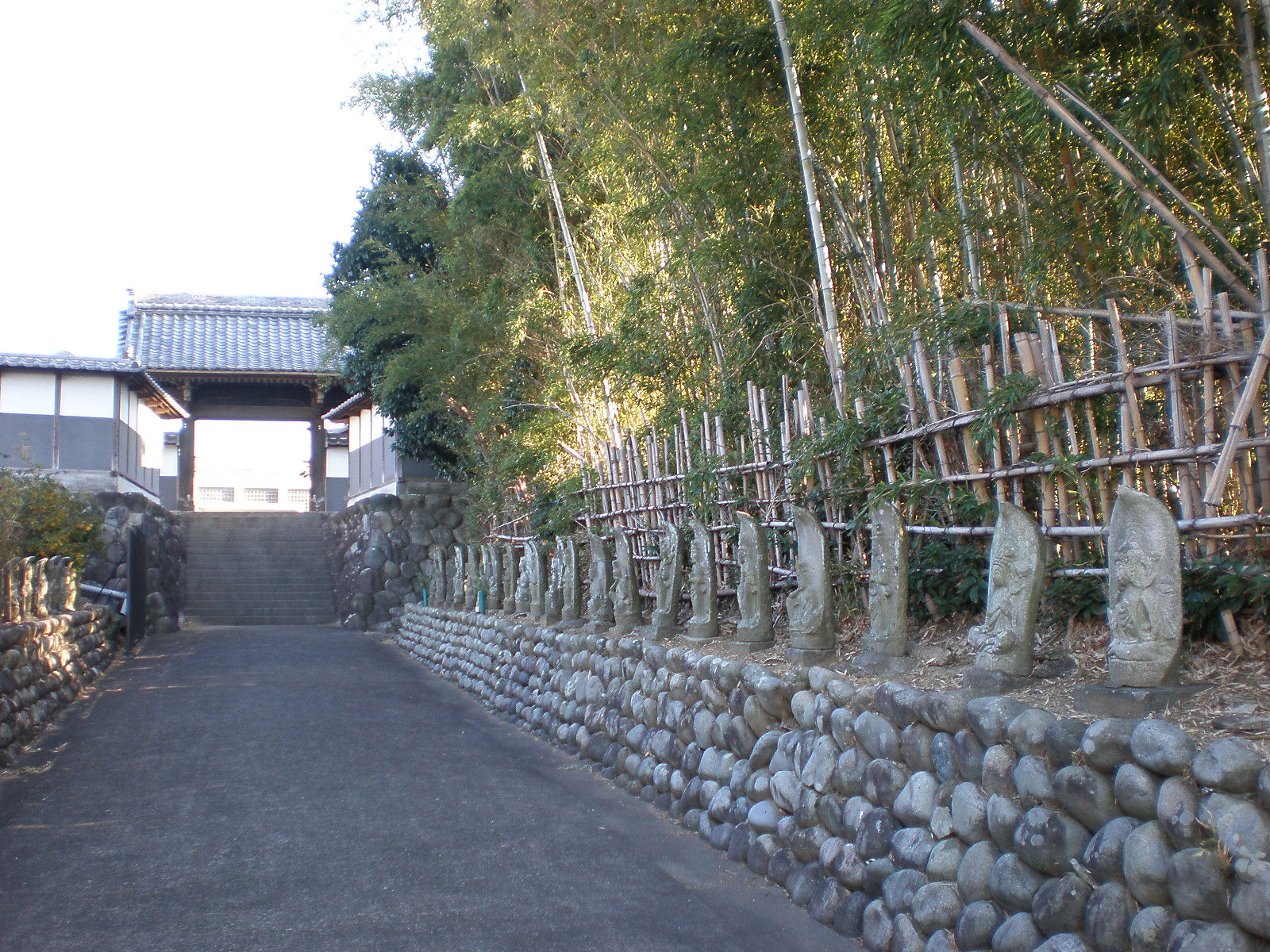
山門

陶昌院（とうしょういん）は、愛知県小牧市にある曹洞宗の寺院で、山号は久保山。管理・運営者は、宗教法人「陶昌院」。尾張三十三観音の第二十二番札所に当たる。敷地内には、上末公民館がある。

## 歴史
- 1564年（永禄7年） - 創建。

## 墓地
- 寺の北側にかつて存在した上末城の城主・落合将監勝正の墓が現存する。

## 交通アクセス
- ピーチバスおよび名鉄バスの「上末」バス停下車、徒歩で約3分。